# Хакасские народные игры и состязания
Хакасские народные игры и состязания — часть национальной культуры хакасского народа. Оригинальные игры, развлечения и спортивные состязания ранее проводились по праздникам и в свободное время. Позже многие из этих игр были забыты и ушли из жизни хакасов.
Часть игр связаны с религиозными ритуалами, и содержат магические заклинания, которые с течением времени стали непонятными будущим поколениям. Отдельные игры сформировались в XVIII—XX веках под влиянием русской культуры.

## Некоторые хакасские игры

### Тобит

Пёстрая кость

Тобит — хакасская настольная логическая игра типа шашек. В доиндустриальный период сетка для игры чертилась прямо на поверхности земли, фигурами для игры служили бабки (хазых) или другие кости домашних животных. Существовало несколько вариантов игры. Последние изменения в правила внесены после республиканской Спартакиады национальных видов спорта.

### Пёстрая кость

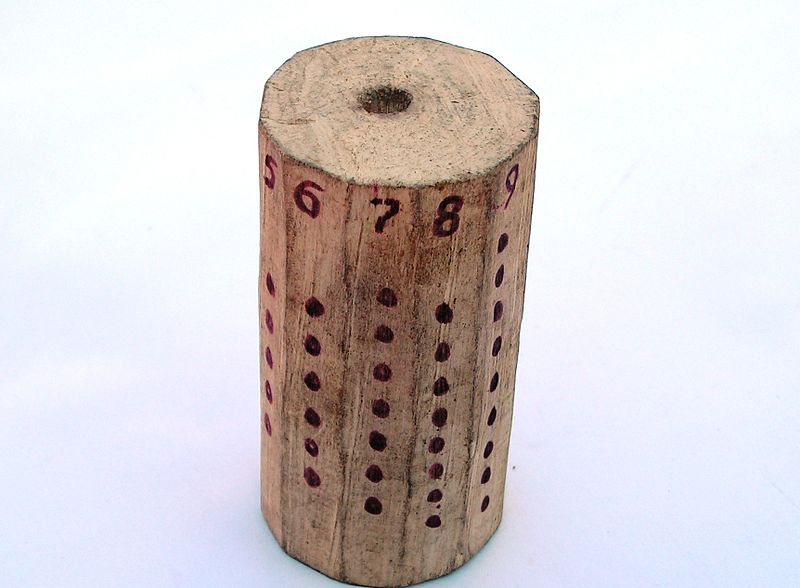
Пёстрая палочка

Пёстрая кость (хак. чохыр сӧӧк) — хакасская настольная игра. Игра проводилась на поверхности стола, игральная косточка изготовлялась из отшлифованного овечьего хазыха (бабки), которому придавали шестигранную форму и наносили отметины. Получалась «пестрая» игральная кость.

### Пёстрая палочка

Пёстрая юла

Пёстрая палочка (хак. чохыр ағас) — хакасская настольная игра. Проводится на ровной поверхности, столе или поле помещения. Чохыр ағас — двенадцатигранный параллелепипед, на каждой грани которой, кроме оснований, наносятся метки от 1 до 12. Участвует в игре до 12 человек. Определив очерёдность, каждый начинает бросать чохыр ағас, предварительно назвав число, которое он бы хотел получить. В случае точного угадывания он объявляется победителем, в случае неудачи — вновь ждет своей очереди. Игроки соревнуются на получение наибольшего количества очков. Для победы необходимо несколькими вбрасываниями набрать 48 очков. Игрок делает одно вбрасывание, затем очередь переходит к следующему. Игроки, набравшие необходимую сумму в одном туре, проводят дополнительную игру.

### Пёстрая юла
Пёстрая юла (хак. чохыр пырлаас) — хакасская настольная игра. Игра проводится на ровной поверхности, на которой запускается чохыр пырлаас — пёстрая юла, которая вырезается из дерева и имеет 8 граней. На каждой грани сделаны насечки: I, II, III, IV, V, VI, соответствующие числам от 1 до 6. На 2-х остальных гранях имеются ещё знак 0 — пусто и знак # — штраф. Игроки поочередно запускают чохыр пырлаас и стараются получить очки в сумме до 24. Если на верхней грани выпал 0, игрок очко не получает, если # — штрафуется. Штраф оговаривается в начале игры: спеть песню, сплясать. При невыполнении этого снимаются набранные очки. Победителем считается игрок, первый набравший 24 очка.